# Thüringenweg
Der Thüringenweg war ein rund 410 km langer Wanderweg, der Thüringen von Osten nach Westen durchquerte.

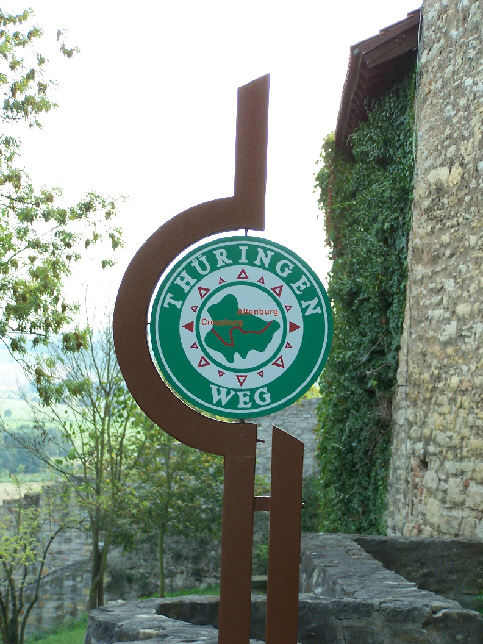
Beginn am Osttor der Creuzburg

Der Fernwanderweg war in 23 Etappen eingeteilt und passierte dabei acht Landkreise und drei kreisfreie Städte:
- Landkreis Altenburger Land
- Landkreis Greiz
- Gera
- Saale-Holzland-Kreis
- Jena
- Landkreis Weimarer Land
- Landkreis Saalfeld-Rudolstadt
- Ilm-Kreis
- Landkreis Gotha
- Wartburgkreis
- Eisenach

Kritisiert wurde am Weg die teilweise schlechte Ausschilderung. Da eine geregelte Pflege nicht durchgängig gesichert werden kann, haben sich die Anrainer 2018 dazu entschlossen, den Weg zukünftig weder auszuschildern noch zu vermarkten. Streckenweise sind aber weiterhin Markierungszeichen zu finden.